# Pilea semidentata
Pilea semidentata är en nässelväxtart som först beskrevs av Antoine Laurent de Jussieu, och fick sitt nu gällande namn av Hugh Algernon Weddell. Pilea semidentata ingår i släktet pileor, och familjen nässelväxter. Inga underarter finns listade i Catalogue of Life.